# Vitale Giordano
Vitale Giordano o Giordano Vitale (Bitonto, 15 ottobre 1633 – Roma, 3 novembre 1711) è stato un matematico italiano.

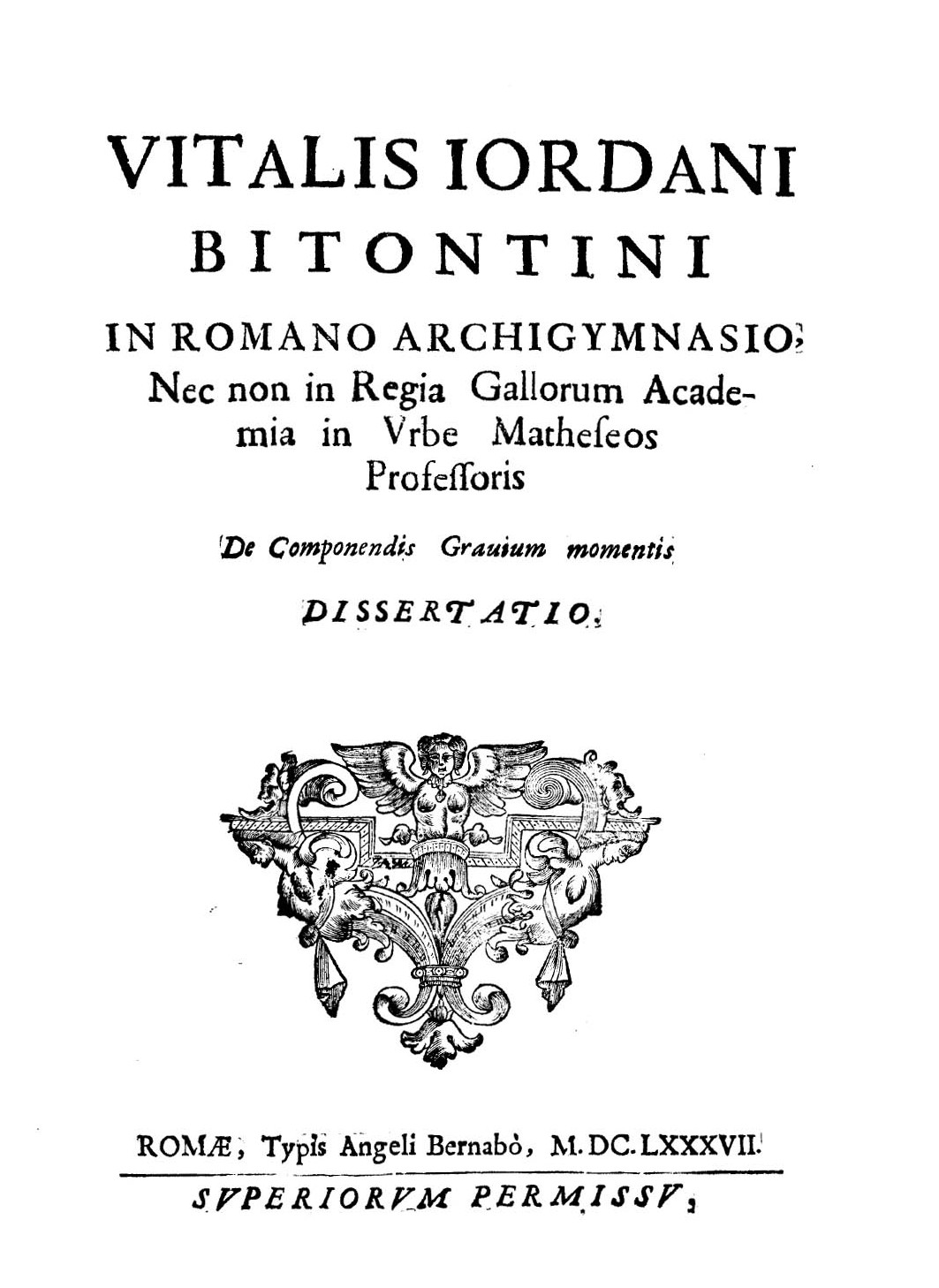
De componendis gravium momentis Vitalis Iordani Bitontini, 1687

Noto anche come Vitale Giordano da Bitonto, è famoso soprattutto per il suo teorema sui quadrilateri di Saccheri. 

## Biografia
Nacque a Bitonto, probabilmente il 15 ottobre 1633. Giordano, essendo di carattere irascibile, uccise suo cognato per averlo chiamato pigro e dovette fuggire dal suo paese natale. Dopo questa avventurosa gioventù si fece soldato nell'esercito della Chiesa. Nel corso di questi anni lesse il suo primo libro di matematica, la Aritmetica prattica di Clavio. A ventotto anni, si trasferì a Roma e decise di dedicarsi alla matematica a cominciare dagli Elementi di Euclide, tradotto in italiano da Federico Commandino.
A Roma conobbe i celebri matematici Giovanni Alfonso Borelli e Michelangelo Ricci, che si fece suoi amici. Lavorò per un anno come matematico da Cristina di Svezia. Nel 1667 divenne docente presso l'Accademia di Francia fondata da Luigi XIV e nel 1685 ottenne la cattedra di matematica presso La Sapienza di Roma. Qui lavorò come grande maestro e grande matematico. Fu molto stimato dalla comunità dell'epoca (XVII secolo): lo stesso Luigi XIV lo annoverò fra i matematici più accreditati della sua accademia.
Amico di Vincenzo Viviani, Vitale Giordano incontrò Leibniz a Roma quando vi soggiornò durante il suo viaggio attraverso l'Italia negli anni 1689-90. Donò a Leibniz una copia della seconda edizione del suo libro: l' Euclide restituto, ovvero gli antichi elementi geometrici restaurati e facilitati (Libri XV, Roma 1686). Membro dell'Accademia dell'Arcadia morì a Roma nel 1711 e fu sepolto nella basilica di San Lorenzo in Damaso.

## Lavoro

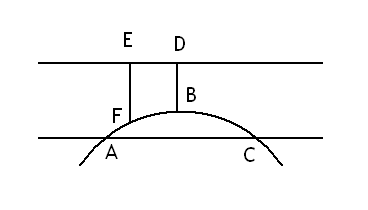
Il tentativo di Giordano di dimostrare che il luogo di punti equidistanti da una retta è esso stesso una retta.

Il teorema di Giordano

Giordano è noto soprattutto per un teorema sui quadrilateri di Saccheri che realizzò nel 1668, nel tentativo di fornire una sua prova del V postulato.
Dunque, riagganciandosi alla definizione di equidistanza Giordano cerca di provare che il luogo di punti equidistanti da una retta è esso stesso una retta. La dimostrazione si basa sostanzialmente su questo enunciato:
(Vitale Giordano)
La qualche retta che Giordano prende in considerazione è in realtà la retta ED, una parallela alla retta AC, rispetto alla quale infatti, l'arco AB non è certamente equidistante. Giordano però applica questo enunciato ad una figura in cui non sono verificate le relazioni che intercorrono fra l'arco AC e la retta qualunque. La dimostrazione di Giordano quindi non è attendibile. Tuttavia, alcuni concetti della stessa, furono ripresi successivamente da Giordano stesso:
sia ABCD un quadrilatero con gli angoli A e B retti ed i lati AD e BC uguali; sia inoltre HK un segmento che partendo da un punto H di DC cada perpendicolare ad AB sul punto K. Giordano dimostra che:
- gli angoli D, C sono uguali;
- ove il segmento HK sia uguale al segmento AD i due angoli D e C sono retti e che DC è equidistante da AB.

Con questo teorema Giordano riconduce la questione delle rette equidistanti a dimostrare l'esistenza di un punto H su DC, la cui distanza da AB sia uguale ai segmenti AD e CB.
La parte interessante è la seconda (la prima parte già era stata dimostrata da Omar Khayyam nell'XI secolo), che può essere riesposta come: se 3 punti di un segmento DC sono equidistanti da un segmento AB allora tutti i punti di DC sono equidistanti da AB.
Questo è il primo avanzamento reale nella comprensione del V postulato in 600 anni.

## Opere
Le opere pubblicate da Giordano includono:
- Vitale Giordani, Euclide restituto, ovvero Gli antichi elementi geometrici restaurati e facilitati, In Roma, per Angelo Bernabò, 1680. URL consultato il 13 giugno 2015.
- Lexicon mathematicum astronomicum geometricum (I edizione 1668, Parigi. II edizione 1690, Roma).
- (LA) Vitale Giordani, De componendis gravium momentis, Romae, typis Angeli Bernabò, 1687. URL consultato il 13 giugno 2015.
- Fundamentum doctrinae motus grauium et comparatio momentorum grauis in planis seiunctis ad grauitationes (1689, Roma).